# Atomwaffen Division
La División Atomwaffen (Atomwaffen Division significa « división de armas nucleares» en alemán), conocida actualmente como Frente de Resistencia Nacional Socialista es una red terrorista neonazi formada en 2013 y con sede en el Sur de los Estados Unidos. El grupo es parte de la derecha alternativa, aunque rechaza la etiqueta, siendo considerada una de las alas más radicales de la derecha actual, y un «grupo de odio» por la Liga Antidifamación.
Los miembros de la División Atomwaffen han sido considerados responsables de varios asesinatos, ataques terroristas planificados, así como de otras acciones criminales. El grupo es considerado terrorista por Reino Unido, Canadá, y Australia.

## Historia
El grupo emergió a mediados del año 2015 por Brandon Rusell en el sitio web neonazi IronMarch.org (marcha de hierro traducido al español), además de que se ha relacionado al grupo con varios actos de terrorismo neonazi con grupos como el Movimiento de Resistencia Nórdico, Acción Nacional (de Reino Unido y el Batallón Azov).
En sus publicaciones iniciales, el grupo se describió a sí mismo como "una banda ideológica muy fanática de camaradas que hacen tanto activismo como entrenamiento militante. Mano a mano, entrenamiento de armas y varias otras formas de entrenamiento. En cuanto al activismo, difundimos la conciencia en el mundo real a través de medios no convencionales ".
La mayoría de los miembros son jóvenes, y también ha reclutado nuevos miembros en el campus de la Universidad de Florida Central, Universidad de Chicago, Universidad de Old Dominion, y varias más hallándose comúnmente pósteres y propaganda en los sitios. La División Atomwaffen ha reclutado a varios veteranos y miembros actuales de la Fuerzas Armadas que capacitan a los miembros de la organización en el uso de armas de fuego y tácticas militares. Ejemplo de ello fue la baja deshonrosa de un infante de marina por presuntamente reclutar a 12 miembros para el grupo. Los miembros de Atomwaffen también han tratado de entrenar con el Batallón Azov en Ucrania. En octubre de 2020, Ucrania deportó a dos miembros de Atomwaffen en Azov por incitar al asesinato y al terrorismo. Además del Batallón Azov, Atomwaffen tiene vínculos con varios grupos neonazis afiliados resultando llamativa  Orden de los Nueve Ángulos, una organización que aboga por la violación y el sacrificio humano.
Durante una investigación, ProPublica obtuvo 250.000 registros de chat encriptados escritos por miembros del grupo. ProPublica, a principios de 2018, estimó que Atomwaffen tenía 80 miembros, mientras que la Liga Anti-Difamación estimó que tenía de 24 a 36 miembros activos. Según el Centro Internacional contra el Terrorismo, el grupo tiene un gran número de "iniciados" además de 60 a 80 miembros. El 14 de marzo de 2020, Mason afirmó que la División Atomwaffen se había disuelto. Sin embargo, se cree que el grupo está a punto de ser designado como Organización Terrorista Extranjera por el Departamento de Estado, y la Liga Antidifamación declaró que "la medida está diseñada para dar a los miembros un respiro en lugar de poner fin a sus actividades militantes".  Un informe de inteligencia que fue distribuido por las fuerzas del orden federal advirtió que Atomwaffen y sus sucursales discutieron cómo aprovechar la pandemia de COVID-19.  El 25 de marzo de 2020, un hombre de Misuri afiliado a Atomwaffen supuestamente planeó destruir un hospital que trataba a víctimas de coronavirus con un coche bomba y murió en un tiroteo con el FBI.
Según los expertos en lucha contra el terrorismo, el grupo sigue activo y sigue estableciendo afiliados en Europa. El 31 de mayo de 2020, se anunció que se había descubierto una nueva celda Atomwaffen en Rusia. Los servicios de seguridad locales también habían descubierto anteriormente una célula en Suiza, lo que confirma las sospechas de los funcionarios alemanes de que Suiza sirvió como el eje de la operación alemana de Atomwaffen, lo que les permitió evadir la aplicación de la ley. Los funcionarios de seguridad europeos han pedido ayuda a sus homólogos estadounidenses para combatir estas células y han instado a que se las designe como organizaciones terroristas. En agosto de 2020, meses después de la supuesta disolución, el grupo resurgió una vez más, esta vez como "Orden Nacionalsocialista". El 4 de junio, es arrestado en Kerrville, Texas, Coleman Thomas Blevins, creador de una célula llamado InJekt Division, el cual tenía planeado realizar ataques en un Walmart, además de realizar apología al terrorismo en varios canales de Telegram, teniendo como principales influencias a organizaciones terroristas salafistas, ideas neoconfederadas y neonazis.

## Ideología

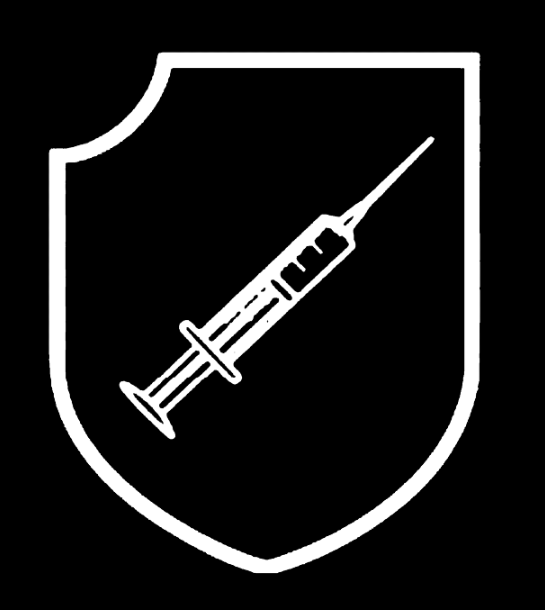
Logo usado por la Division InJekt

Atomwaffen avoca los atentados al Gobierno federal de los Estados Unidos, las minorías, los homosexuales, los judíos y quema copias de la Constitución y la bandera de los Estados Unidos en sus videos de propaganda. además se ha involucrado en varios complots de asesinatos masivos, planes para paralizar los sistemas públicos de agua y destruir partes de la red de transmisión de energía de los Estados Unidos continentales. Atomwaffen también ha sido acusado de planear hacer estallar plantas nucleares para provocar fusiones nucleares.El objetivo de la organización es derrocar violentamente al gobierno federal de los Estados Unidos a través del terrorismo y tácticas de guerra de guerrillas. Desde 2017, la organización ha estado vinculada a ocho asesinatos y varios crímenes de odio violentos, incluidos asaltos, violaciones y múltiples casos de secuestro y tortura.
La organización defiende explícitamente el neonazismo, obteniendo una influencia significativa de James Mason y su publicación, Siege, un boletín de mediados de la década de 1980 propiedad del Frente Nacional de Liberación Socialista que rinde homenaje a Adolf Hitler, Timothy McVeigh, Joseph Tommasi, Savitri Devi. Esto fue publicado en versión de libro, que debe ser leído por todos los miembros. Mason, un negacionista del Holocausto que aboga por el asesinato y la violencia para crear ilegalidad y desestabilizar el sistema (Aceleracionismo), es uno de los principales asesores del grupo.

Escudo usado comúnmente por el Sonnenkrieg Division y popularizado por su uso en propaganda

Atomwaffen también tiene influencias del esoterismo nazi y el ocultismo, y su material de lectura recomendado para los aspirantes a iniciados incluye las obras de Savitri Devi y Anton Long de la Orden de los Nueve Ángulos, un notorio líder neonazi británico con una historia criminal violenta. Algunos miembros del grupo también simpatizan con las formas salafistas y jihadistas del Islam. El fundador de la División Atomwaffen, Brandon Russell, presuntamente describió a Omar Mateen, quien juro lealtad al Estado Islámico de Irak y el Levante y perpetró el tiroteo en el club nocturno de Orlando, como "un héroe". El grupo también idolatra a Osama bin Laden en su propaganda y considera "la cultura del martirio y la insurgencia" dentro de Al Qaeda y el ISIS como algo que debe ser emulado. Stephen Billingsley, un miembro de la División Atomwaffen, fue fotografiado en una vigilia en San Antonio, Texas, por las víctimas del tiroteo en Orlando, con una máscara de calavera y un cartel que decía "Dios odia a los maricas".

## Células Fuera de los Estados Unidos

### Sonnenkrieg Division (Reino Unido)
La Sonnenkrieg Division ("Sonnenkrieg" del alemán para "Guerra Solar"), es un grupo neonazi británico, siendo una "sucursal" de Atomwaffen en el Reino Unido, manteniendo una relación estrecha con ellos por medio de correos electrónicos y chats privados. Surgió en diciembre de 2018, cuando se reveló que los miembros del grupo habían sugerido en el servidor de Discord del grupo que el Príncipe Harry era un "traidor de raza" que debería ser fusilado por casarse con Meghan Markle, que es de raza mixta; que los agentes de policía deben ser violados y asesinados; y que las mujeres blancas que salen con personas no blancas deben ser colgadas. En su formación en 2018, se pensó que el grupo tenía entre 10-15 miembros en el Reino Unido y Europa, y se cree que algunos miembros sospechosos han estado involucrados en un grupo neonazi anterior, Acción Nacional, que estaba vinculado a varios actos de violencia racial e incendios provocados en el Reino Unido. La BBC reveló que los líderes del grupo eran Andrew Dymock, 21, y Oskar Dunn-Koczorowski, 18.

Bandera usada comúnmente por la organización.

El 18 de junio de 2019, Dunn-Koczorowski y Michal Szewczuk, de 19 años, miembros de Sonnenkrieg fueron encarcelados por delitos de terrorismo. Según el fiscal, los hombres promovieron "participar en un" ataque total "contra el sistema", habiendo proclamado Dunn-Koczorowski "el terror es la mejor arma política porque nada impulsa a la gente más que el miedo a la muerte súbita" y estaban decididos a actuar. Además, el grupo fue influenciado por James Mason, quien "bien puede representar la expresión más violenta, revolucionaria y potencialmente terrorista del extremismo de derecha actual". Dunn-Koczorowski fue sentenciado a 18 meses de detención por alentar el terrorismo, y Szewczuk fue sentenciado a cuatro años de prisión por alentar el terrorismo y poseer documentos que son útiles para un terrorista, como instrucciones para fabricar bombas.
Los antifascistas británicos dicen que la División de Sonnenkrieg ha sido influenciada por la Orden de los Nueve Ángulos y es más extrema y potencialmente más violenta que la Acción Nacional (Acción Nacional (Reino Unido). El informe anual "State of Hate" de Hope not Hate declaró que: "algunos miembros también han llevado a cabo algunas de estas fantasías satánicas y están circulando acusaciones de violación y encarcelamiento contra sus propios miembros". Los miembros de la División Sonnenkrieg habían compartido videos de una simpatizante que fue torturada y golpeada con un cuchillo por uno de los miembros masculinos del grupo. Los mensajes privados que pertenecían a la División de Sonnenkrieg y que fueron adquiridos por la policía incluían imágenes de los miembros del grupo abusando de mujeres, como imágenes de la violación de una mujer, a la que le habían dibujado la esvástica y runas en su piel con un cuchillo.
El 20 de febrero de 2019, Jacek Tchorzewski, de 18 años, fue detenido por la unidad antiterrorista en el Aeropuerto de Luton. Fue arrestado bajo sospecha de delitos terroristas y la policía descubrió “una enorme cantidad” de manuales sobre cómo fabricar armas y explosivos y propaganda nazi. En el tribunal se escuchó que Tchorzewski había dicho que era "su sueño" cometer un ataque terrorista y que tenía la intención de contrabandear armas de fuego y explosivos desde Alemania para este fin. También se presentó un cuaderno de su celda de la prisión donde había escrito: "Llenemos de terror nuestros corazones y de sangre las calles de Londres". El comandante Richard Smith, jefe de la unidad antiterrorista, declaró que Tchorzewski estaba conectado a la División Sonnenkrieg. La jueza Anuja Dhir dijo que Tchorzewski era un "neonazi profundamente arraigado con un interés en el satanismo y las prácticas ocultas" y un "delincuente de especial preocupación" y el 20 de septiembre de 2019 Tchorzewski recibió una sentencia de cuatro años por delitos de terrorismo.
El 4 de diciembre de 2019, Andrew Dymock fue arrestado y acusado de 15 delitos terroristas, incluido el fomento del terrorismo y la recaudación de fondos para un grupo terrorista. Fue arrestado por primera vez en junio de 2018 en el aeropuerto de Gatwick cuando se dirigía a los Estados Unidos. Dymock fue interrogado sobre presuntos delitos sexuales contra una adolescente, en relación con las agresiones anteriores a mujeres. En febrero de 2020, la División Sonnenkrieg se convirtió en el segundo grupo de extrema derecha en ser prohibido como organización terrorista después de Acción Nacional.
El 2 de septiembre de 2020, Harry Vaughan se declaró culpable de 14 delitos de terrorismo y posesión de pornografía infantil. Vaughan estaba conectado a las organizaciones terroristas proscritas Acción Nacional y la División Sonnenkrieg. Un registro policial de su casa descubrió pornografía infantil; documentos que muestran cómo construir bombas; y detonadores; y libros del ONA "satánicos, neonazis" que aconsejan la violación y el asesinato. En el momento de su arresto, vivía en Twickenham con sus dos hermanas menores.
El 2 de marzo de 2021, el ministro de Asuntos Internos de Australia, Peter Dutton, aceptó una recomendación de la ASIO de etiquetar a la División de Sonnenkrieg como una "organización terrorista", citando su alcance en Australia. La División Sonnenkrieg fue oficialmente proscrita en Australia el 22 de marzo de 2021.
Un hombre de Buckinghamshire planeó atacar a sus vecinos judíos y lo transmitirlo en vivo en diciembre de 2022. El Tribunal Juvenil de High Wycombe le ordenó participar en un programa de rehabilitación de dos años en 2023.

### AWD Deutschland (Alemania)
El 1 de junio del 2018 en un video en alemán e inglés titulado AWD Deutschland: Die Messer werden schon gewetzet ("AWD Alemania: Ya se están afilando los cuchillos"), el grupo anunció el establecimiento de una célula o sucursal en Alemania, seguido de la promesa de una "larga lucha". Los folletos del grupo se vieron en Berlín, dirigidos a estudiantes. En junio de 2019, se descubrió propaganda de Atomwaffen en un barrio turco de Colonia en el lugar donde había detonado una bomba de clavos, donde se leía que se amenazaba con otros ataques similares.

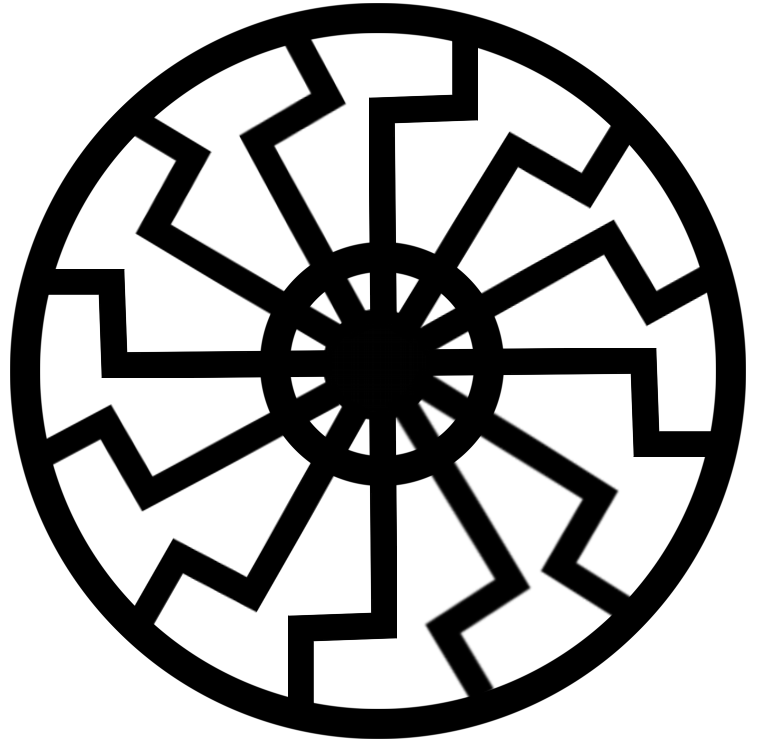
El Sol negro es uno de los símbolos más usado por los miembros del grupo

Un activista estadounidense no identificado había emigrado a Alemania por razones de seguridad debido a las amenazas de la División Atomwaffen. En noviembre de 2018 recibieron una llamada de la Oficina Federal de Policía Criminal para acudir urgentemente a las autoridades. Los miembros de Atomwaffen habían viajado a Alemania y la policía creía que estaban en peligro inminente de ser asesinados por el grupo basándose en un aviso del FBI. En octubre de 2019, personas que afirmaron ser miembros de la organización enviaron amenazas de muerte a los políticos alemanes Cem Özdemir y Claudia Roth. "Por el momento, estamos planeando cómo y cuándo lo ejecutaremos; ¿En el próximo mitin público? ¿O lo llevaremos frente a su casa? leer parte del mensaje enviado a la oficina del diputado del Bundestag". Las amenazas de muerte fueron condenadas por Angela Merkel, y el portavoz del Ministerio del Interior, Steve Alter, comentó que los servicios de seguridad "ya tienen a este grupo en la mira desde hace algún tiempo".
En una investigación del portal T-Online logró descubrir la identidad de uno de los miembros del grupo, al que se hace referencia como "A" para cumplir con las leyes de privacidad alemanas. A había instruido previamente a la gente en un sitio web ahora desaparecido sobre cómo manipular los productos químicos y cómo fabricar el explosivo HMTD. También tiene una condena por posesión ilegal de armaduras. Según el artículo, A también tiene experiencia en artes marciales y sus redes sociales lo muestran practicando con armas. El grupo tiene una casa para reuniones en algún lugar de Eisenach en Thuringia.
El 5 de febrero de 2020, un miembro de 22 años fue arrestado en una ciudad de Baviera n cerca de la frontera entre República Checa y Alemania y le fueron confiscadas varias armas de fuego. Está siendo investigado bajo sospecha de preparar un ataque terrorista. Según la policía alemana, el hombre había anunciado su intención de "martirizarse" en un ataque contra sus "enemigos" a otros miembros del grupo. Además de esto, supuestamente instruyó a otros sobre cómo adquirir y contrabandear armas de fuego ilegales. Se supo que el Tiroteo en la sinagoga de Halle sospechoso Stephen Balliet estaba en posesión de material de la División Atomwaffen, pero su relación con el grupo no está clara.
En septiembre del 2021 Marvin E., de 20 años, de la ciudad de Spangenberg, en el norte de Hesse, fue arrestado bajo sospecha de terrorismo. Los investigadores encontraron 600 artefactos explosivos de fabricación propia que le pertenecían. Según los investigadores, el hombre había estado en contacto con la División Atomwaffen.
 No fue hasta el 6 de abril del 2022, cuando autoridades alemanas lanzaron una serie de redadas en once estados federales y contando con decenas de oficiales, esto en contra de miembros de la AWD. Entre los 50 miembros acusados se encuentra un sargento de las Bundeswehr, además de que se decomisaron rifles Kalashnikov, doblones de oro, así como dinero en efectivo y municiones.
Después de meses de observación, la policía actuó en Potsdam el 3 de junio de 2022 y arrestó a un neonazi de 17 años que supuestamente preparó ataques terroristas. Se dice que el adolescente obtuvo instrucciones para la construcción de armas, municiones y artefactos explosivos y productos químicos para la construcción de artefactos explosivos, además de haber construido artefactos explosivos e incendiarios él mismo y llevado a cabo pruebas explosivas iniciales. Según los investigadores, los hallazgos en su casa y local comercial confirmaron la sospecha. La Fiscalía de Brandeburgo inició un proceso bajo sospecha de preparar un acto de violencia grave que es peligroso para el estado, violar la ley de explosivos y usar signos de organizaciones inconstitucionales.
El 4 de octubre de 2022 comenzó el juicio de Maurice P. Maurice es un presunto miembro de la División Atomwaffen y está acusado de intento de asesinato por degollar a un hombre jamaicano, sin tocarle la arteria carótida por poco.
Atomwaffen Division Europa es un subgrupo de ucranianos y polacos afiliados a los alemanes. Uno de los líderes del grupo es Patrick G., que está relacionado con el sello musical de extrema derecha "Neuer Deutscher Standard" y la marca de moda de extrema derecha "Isegrim Clothing". La policía polaca allanó el apartamento de un miembro y descubrió objetos de interés nazis y chalecos antibalas costosos. Según una investigación de la Amadeu Antonio Foundation alemana publicada el 19 de abril de 2021, los miembros estaban adquiriendo subfusil Uzi y habían asistido a los campos de entrenamiento de Azov en Ucrania.

### La Orden del Norte (Canadá)
El grupo hizo su aparición en Canadá, en una organización llamada "Orden del Norte" ("The Northernr Order", en inglés), de la que se sabe que hay miembros de las Fuerzas Armadas Canadienses. También se sabe que los miembros del grupo asistieron a los campos de entrenamiento de Atomwaffen en los Estados Unidos. Uno de los pseudodimos dusado por uno de los miembros para crear propaganda al grupo fue el de "Dark Foreginer". Una de las personas seudónimas que formaba parte del grupo era un "Dark Foreigner" de 21 años que crea propaganda para Atomwaffen. El grupo celebró el aniversario del Tiroteo de Quebec de 2017 realizando actos bandalicos en las mezquitas canadienses con lemas neonazis. También se informó de disparos fuera de una mezquita en Ottawa.
Se descubrió que un neonazi afiliado a Atomwaffen que servía en la Marina Real Canadiense vendía pistolas, rifles de asalto, granadas y RPG´s de los Balcanes a neonazis franceses en Marsella. Se descubrió que el hombre estaba relacionado con la rama serbia de Combat 18 y con otra banda neonazi local "MC Srbi". Se confirmó que el hombre había viajado a por lo menos media docena de ciudades de los Balcanes para reunirse con sus contactos y adquirir armas de fuego.
El cabo principal Patrik Mathews, de 26 años, un experto en explosivos capacitado, se encuentra entre los miembros de las Fuerzas Armadas Canadienses acusados de estar conectados con el grupo y reclutar para él. También está acusado de estar afiliado a The Base. En agosto de 2019, dos días después de ser denunciado por Winnipeg Free Press como un reclutador neonazi, su camión fue encontrado abandonado cerca de la frontera y se sospechaba que lo habían pasado de contrabando a través de la frontera y había pasado a la clandestinidad en los Estados Unidos. Mathews fue arrestado en Maryland por el FBI en enero de 2020. También fueron arrestados otros dos miembros del grupo que lo acompañaban, Brian Lemley, Jr., de 33 años, un veterano del ejército estadounidense y William Bilbrough IV, de 19 años. Según la declaración jurada, los hombres estaban construyendo rifles de asalto y fabricando la droga psicodélica DMT para rituales ocultos. También poseían chalecos antibalas, una ametralladora y más de 1600 rondas de munición. Se enfrentan a una sentencia máxima de 10 años por delitos con armas de fuego, incluido el transporte de una ametralladora y el transporte de un arma de fuego y municiones con la intención de cometer un delito grave.
Según los funcionarios encargados de hacer cumplir la ley, los hombres habían planeado abrir fuego desde múltiples posiciones en la próxima manifestación relacionada al derecho a portar armas de fuego. Bilbrough también había hablado anteriormente sobre la lucha con el Batallón Azov. Mathews había instruido a otros militantes para que "descarrilaran algunos putos trenes, mataran a algunas personas y envenenaran algunos suministros de agua ... Si quieres que la raza blanca sobreviva, tendrás que hacer tu puta parte". Lemley dijo que no podía esperar y que estaba emocionado de "reclamar mi primera muerte", y dijo que podían tender una emboscada y matar a los agentes de policía y robar su equipo.
Otro neonazi canadiense intentó cruzar la frontera de EE. UU. Unos meses después de Mathews en noviembre de 2019, pero fue detenido por el "equipo de respuesta al terrorismo táctico" de la Oficina de Aduanas y Protección Fronteriza, descubrieron un rifle de asalto, una escopeta y una pistola y una gran cantidad de propaganda de la División Atomwaffen. Según una declaración jurada de la Oficina Federal de Investigaciones, el hombre iba a reunirse con neonazis estadounidenses con quienes había hablado de atacar subestaciones eléctricas para provocar cortes de energía. El 18 de septiembre de 2020, la policía de Toronto arrestó a Guilherme “William” Von Neutegem, de 34 años, y lo acusó del asesinato de Mohamed-Aslim Zafis. Zafis era el cuidador de una mezquita local que fue encontrado muerto degollado. El Servicio de Policía de Toronto dijo que el asesinato posiblemente esté relacionado con el asesinato a puñaladas de Rampreet Singh unos días antes, a poca distancia del lugar donde ocurrió el asesinato de Zafis. Von Neutegem es miembro de O9A y las cuentas de redes sociales establecidas como suyas promueven el grupo e incluyen grabaciones de Von Neutegem realizando cánticos satánicos. En su casa también había un altar con el símbolo del O9A adornando un monolito. De acuerdo a Evan Balgord de la redCanadiense antiodio Network, el grupo esta consciente y buscan a más miembros del O9A en Canadá y sus organización filial la Northern Order.
Las fuerzas armadas canadienses iniciaron una investigación interna en octubre de 2020 después de que un soldado de las fuerzas especiales del CJIRU fuera identificado como miembro de la Orden del Norte y la Orden de los Nueve Ángulos. Según el SPLC, el hombre se encuentra entre "algunas personas muy conocidas y de alto nivel en estas organizaciones" y un conocido de Mathews y Mason. El grupo fue designado como organización terrorista el 3 de febrero de 2021.
En mayo de 2022, agentes del RCMP presentaron cargos de terrorismo contra Seth Bertrand en Windsor, Ontario por presuntos vínculos con Atomwaffen. También fue acusado de vandalizar un centro transgénero. En junio de 2022, la RCMP allanó casas en Saint-Ferdinand y Plessisville, ambos en L'Érable, zona rural de Quebec supuestamente conectada con la división Atomwaffen. Según La Presse  reportó que las redadas estaban dirigdas a un campo de entrenamiento de  Atomwaffen en una vieja escuela de Victoriaville.
El 8 de diciembre de 2023, dos hombres de Ontario, Kristoffer Nippak y Matthew Althorpe, fueron acusados de hacer propaganda para Atomwaffen y ser miembro de un grupo terrorista.

### Feuerkrieg Division (Estados Balticos)
En octubre de 2018, un grupo que sigue el modelo de Atomwaffen y se llama a sí mismo la División Feuerkrieg (en alemán, "División de Guerra de Bombarderos") se estableció en los Estados bálticos, ahora probablemente en Condado de Saare, Estonia donde reside su cúpula. Saaremaa tiene importancia en el ocultismo nazi como el Última Thule de la mitología nazi. A mediados de 2019, la Feuerkrieg llamó la atención cuando emitió amenazas de muerte contra el eurodiputado belga Guy Verhofstadt y al director ejecutivo de YouTube, Susan Wojcicki. Anteriormente ha elogiado las acciones de Dylann Roof, Robert Bowers,Timothy McVeigh y Brenton Harrison Tarrant, y alentó violencia contra las autoridades gubernamentales, judíos, activistas LGBT, izquierdistas y feministas. En algunos videos de Propaganda producidos por el grupo, muestra a miembros del grupo construyendo y detonando explosivos caseros en un lugar no revelado, en Estonia. Feuerkrieg también ha compartido un video entre sus miembros que instruye sobre cómo hacer explosivos TATP, utilizadas por ISIS durante atentados como el de Mánchester de 2017. El 13 de junio de 2019, la División de Feuerkrieg anunció su presencia en Irlanda y alentó a las personas del Reino Unido, los Estados Unidos, Canadá y Alemania a unirse la red intercontinental. Más tarde ese mismo año, Gardaí anunció que habían deportado a un miembro de la red Atomwaffen de Irlanda por su papel en un complot de asesinato.

Bandera de la Feuerkrieg Division, usada comúnmente en sus comunicados y servidores

Según Eesti Rahvusringhääling, una investigación reveló que el recién elegido diputado estonio del gobierno de extrema derecha EKRE Ruuben Kaalep está conectado con terroristas neonazis británicos. Entre ellos, un miembro fundador de la antigua Acción Nacional cuyos seguidores pasaron a formar la rama británica de la División Atomwaffen, que posteriormente abrió una rama en la Estonia natal de Kaalep en la forma de la División Feuerkrieg. La Liga Antidifamación y la ONG Hope not Hate también confirmaron que los nazis estadounidenses e ingleses y los miembros de Azov han visitado Tallin varias veces, organizando eventos con Kaalep y Feuerkrieg "que comenzaron a principios de 2019, originalmente organizados con Sonnenkrieg" antes de convertirse en una rama completa. El Movimiento de Resistencia Nórdico de la vecina Finlandia también coopera con el grupo. También se descubrió que Kaalep había estado organizando entrenamiento con armas de fuego con pistolas y rifles de asalto para grupos de jóvenes reclutados de Amanecer Azul, algunos de los cuales llevaban máscaras de calaveras asociadas con Atomwaffen y se mostraba haciendo saludos nazis. Kaalep había declarado que estaban listos para el combate armado y el colapso de la ley y el orden. El Servicio de Seguridad Interior de Estonia había expresado anteriormente su preocupación por sus hechos.
El 2 de septiembre de 2019, la policía británica arrestó a un miembro de Feuerkrieg de 16 años por planear un tiroteo masivo y ataques incendiarios. El cadete del ejército había profesado su admiración por Adolf Hitler y James Mason. La fiscal Michelle Nelson dijo que se adhiere al "nazismo oculto" y al satanismo. También presuntamente había inspeccionado las sinagogas en el área de Durham en preparación para el ataque y había hablado con otro hombre sobre comprarle un arma. También trató de obtener una sustancia química peligrosa de su amigo neonazi. El niño escribió en su diario que necesitaba "mostrar empatía" en preparación para el ataque. El grupo publicó las direcciones de los edificios de la estación de la fuerza, las salas de custodia y los centros de capacitación en represalia y alentó a sus miembros y simpatizantes a matar al jefe de policía de West Midlands, Dave Thompson. Se agregó que todos los policías son "traidores raciales" y que las comisarías deben ser "consideradas objetivos de gran valor para cualquier NS [nacionalsocialista] local". El 20 de noviembre de 2019 fue declarado culpable de preparar un atentado terrorista y varios otros delitos terroristas y se encuentra a la espera de sentencia bajo custodia. Además de los delitos de terrorismo, está acusado de agredir sexualmente a una niña de 12 años. Finalmente fue condenado por cinco agresiones sexuales además de los delitos de terrorismo.
El 8 de octubre de 2019, la División de Feuerkrieg asumió la responsabilidad del ataque en las oficinas de Western Union en Vilnius, publicando imágenes de la construcción de la bomba y declaró que "Nuestras amenazas no son vacías". Los símbolos nazis también se pintaron con aerosol en el edificio. Al día siguiente, Luke Hunter, de 21 años, compareció ante un tribunal de Londres acusado de delitos de terrorismo, presuntamente por haber apoyado a la División Feuerkrieg y alentado el asesinato en masa de judíos, personas no blancas y homosexuales. En diciembre de 2020 fue condenado a cuatro años de prisión. Posteriormente, un lituano de 21 años llamado Gediminas Beržinskas fue arrestado y acusado del atentado y la policía lituana sacó una gran cantidad de explosivos y armas de fuego de su apartamento. También se reveló que su pandilla había sido previamente acusada de brutal golpiza y agresión sexual a una adolescente. El Servicio de Seguridad Interna de Estonia también declaró que su operación había impedido que otro miembro de la División de Feuerkrieg tuviera lugar en Estonia un bombardeo similar.

Bandera alternativa usada por la Division Feuerkrieg

El 16 de enero de 2020, un letón de 13 años llamado Arturs Aispurs fue acusado de preparar un acto de terrorismo para construir una bomba que planeaba detonar entre una multitud de "musulmanes y extranjeros" durante la celebración de la víspera de Año Nuevo en Helsinki. Durante el registro de su apartamento, la policía encontró una gran cantidad de propaganda en su poder que lo vinculaba a la red neonazi. En respuesta, la División de Feuerkrieg anunció que cesarían sus actividades públicas. Sin embargo, según una investigación de Der Spiegel sobre el contrabando de armas de fuego de los Balcanes y Europa del Este a Alemania por parte de Atomwaffen, la supuesta interrupción de las actividades fue una artimaña dirigida a la aplicación de la ley, y que el grupo todavía está muy activo. Según Eesti Ekspress, el Servicio de Seguridad Interna de Estonia detuvo a un adolescente local que, según alegan, era uno de los líderes y reclutadores del grupo, que operaba bajo el sobrenombre de "Comandante" o "Kriegsherr". Había instruido a otros sobre cómo construir bombas, habló sobre la planificación de ataques y alentó a los miembros a participar en el entrenamiento paramilitar. Sin embargo, las autoridades no pudieron arrestarlo legalmente debido a su condición de menor de edad y no tiene responsabilidad penal. Su presunta condición en el grupo también fue cuestionada por Eesti Ekspress. En una imagen publicada, se puede ver al niño con una máscara de calavera y sosteniendo una pistola, participando en el entrenamiento de armas de fuego organizado por Kaalep, quien también se cree que participó en las charlas del grupo bajo el seudónimo de "Kert Valter".
En el Reino Unido, el Ministerio del Interior anunció el 13 de julio de 2020 que había designado a la División Feuerkrieg como organización terrorista y la designación entró en vigor el 17 de julio. Además, John Mann, Baron Mann propuso "conversaciones con las contrapartes ministeriales de Estonia, dado que la FKD y la División Sonnenkrieg parecen tener fuertes vínculos con Estonia ... para ver qué podemos aprender sobre el motivo del crecimiento de tales organizaciones en los países bálticos".
El 2 de septiembre del 2020 Paul Dunleavy de Warwickshire compareció en el Tribunal de la Corona de Birmingham, acusado de preparar un acto de terrorismo. Al parecer, había declarado que se estaba armando y estaba en forma para un tiroteo masivo para "provocar una guerra racial", habiendo adquirido una pistola y municiones para este propósito. Fue declarado culpable el 2 de octubre de 2020 y espera sentencia. Dunleavy fue encarcelado durante cinco años y seis meses. El 1 de febrero de 2021, un hombre de Cornualles que se dice que era el líder de la rama británica de la Feuerkrieg se declaró culpable de 12 delitos de terrorismo. La policía había allanado previamente su casa en 2019 en busca de armas de fuego y había encontrado instrucciones de construcción de la bomba y literatura del O9A.
El 9 de diciembre del mismo año Taylor Ashley Parker-Dipeppe, oriundo de Arizona y líder de una rama del FKD en los Estados Unidos, fue sentenciado a 16 meses en prisión por amenazar y conspirar  en contra de activistas y periodistas.
Luca Benincasa ue sentenciado a nueve años y tres meses en el Tribunal de la Corona de Winchester en enero de 2023. Tenía instrucciones sobre la fabricación de bombas y era un reclutador y "miembro destacado" de la División Feuerkrieg y de la ONA. Se declaró culpable de delitos de terrorismo y posesión de pornografía infantil.
En mayo de 2023 se llevó a cabo una operación a gran escala en toda Austria en la que 10 personas acusadas de estar afiliadas a la División Feuerkrieg fueron allanadas y arrestadas. La policía también confiscó múltiples armas de fuego y parafernalia nazi. Un vienés fue acusado de fabricar bombas y convocar atentados terroristas.

### AWD Russland (Rusia)

Bandera del AWDR

El 31 de mayo del 2020 se anunció que se había descubierto una nueva célula Atomwaffen en Rusia que supuestamente recibe entrenamiento militar del Movimiento Imperial Ruso, designado como organización terrorista por el Departamento de Estado de los Estados Unidos. También se cree que participaron ciudadanos estadounidenses afiliados al grupo. La investigación del Servicio Ruso de la BBC logró identificar a algunos de los miembros del grupo. Algunos habían participado anteriormente en la prohibida Sociedad Nacional Socialista, cuyos miembros cometieron 27 asesinatos por delitos de odio y decapitaron a un informante de la policía. Los miembros publicaron una traducción al ruso del manifiesto aceleracionista de Brenton Tarrant. Se encontró una copia del libro en el apartamento de Yevgeny Manyurov, quien supuestamente se inspiró en él para disparar y matar a varios agentes del Servicio de Seguridad Federal en la sede del FSB de Moscú. La célula mantiene contacto con el resto de la red Atomwaffen y militantes afiliados en la Galitzia. En julio de 2020, el Servicio de Seguridad de Ucrania realizó una redada contra neonazis supuestamente afiliados en Kiev que operaban imprentas y vendían versiones impresas del manifiesto y otra literatura nazi. Se llevó a cabo otra redada contra un grupo de neonazis en Odesa que planeaba incendiar una sinagoga. Se incautaron armas de fuego en las redadas. Según el Servicio de Seguridad de Ucrania, ambas operaciones fueron dirigidas por hombres de Rusia.
Como es el caso en otros lugares, AWD Russland está conectado a la rama rusa del O9A. El grupo está vinculado a numerosos delitos, que incluyen el incendio de una iglesia, agresiones sexuales, prostitución infantil, posesión de material extremista oculto e incitación al asesinato debido al odio religioso y racial. Varios miembros han sido arrestados y uno fue enviado a tratamiento psiquiátrico involuntario. El 20 de agosto del 2021 cuatro miembros de O9A fueron arrestados por asesinatos rituales satánicos en Karelia y San Petersburgo. Dos de ellos también están acusados de tráfico de drogas a gran escala ya que se encontró una gran cantidad de estupefacientes en su domicilio. En octubre de 2021 fue detenida una célula en Buriatia por haber planeado ataques contra el gobierno y los migrantes. La policía incautó armas de fuego, explosivos y parafernalia nazi de su escondite en Ulán-Udé.
Siege fue prohibido por ser "material extremista" en respuesta a las actividades de Atomwaffen en Rusia. En diciembre de 2023, una neonazi llamada Charlotte, perteneciente a Atomwaffen, fue arrestada en Samara por "rehabilitación del nazismo y ofensa a la sensibilidad de los creyentes". Ella es cantante y supuestamente usó una cinta de San Jorge, una cruz y una imagen del patriarca Cirilo de Moscú de manera degradante durante un espectáculo. Está conectada con personas en Armenia y Georgia, donde vivía, lo que llevó a las autoridades a tomar medidas rápidas ya que se la consideraba en riesgo de fuga.

Bandera usada por el Frente de Resistencia Nacional Socialista (Otro nombre dado a la División Atomwaffen

### Nuovo Ordine Sociale (Italia)
Ya anteriormente activo en la Suiza de habla italiana, en 2021 Atomwaffen tenía un capítulo completo en Italia con 38 miembros, formado en Savona. El grupo se llama Nuovo Ordine Sociale o Nuevo Orden Social en español. El 22 de enero de 2021, la policía arrestó a un líder de 22 años llamado Andrea Cavalleri en Savona y registró las casas de otros 12 miembros en Génova, Turín, Cagliari, Forli-Cesena, Palermo, Perugia, Bolonia y Cuneo en una operación antiterrorista. Se incautaron varias armas de fuego. Se sospecha que Cavalleri, entre otras cosas, se prepara para cometer un tiroteo masivo y la policía cree que frustraron un ataque. Se confiscaron diez rifles y tres pistolas de su casa. Según los investigadores, también había publicado y distribuido propaganda que incitaba a una revolución contra el "Gobierno de Ocupación Sionista" y el exterminio del pueblo judío y los "traidores raciales". Cavalleri también supuestamente alentó a las personas a cometer asesinatos en masa como Anders Breivik y Brenton Tarrant y violar y matar a los enemigos del grupo. Está acusado de formar una organización terrorista e incitación a acciones delictivas motivadas por el odio racial. El NOS se describió a sí mismo como "una unidad especial de revolucionarios nacionalsocialistas" que "sólo da la bienvenida a guerreros dispuestos a morir" y tiene "la guerra santa racial como su principal objetivo".
El 27 de diciembre de 2021, cinco líderes italianos de Atomwaffen fueron arrestados y se realizaron registros en Pordenone, Brindisi, Milán, Turín, Ferrara, Módena, Verona y Bolonia. La propaganda nazi y las armas fueron confiscadas durante las redadas. Los líderes arrestados son sospechosos de distribuir información sobre explosivos. El 5 de febrero de 2024, Luigi Antonio Pennelli, de 24 años, fue condenado a cinco años de prisión por "apología y reclutamiento para el nazismo". Pennelli se había unido a Atomwaffen dos años antes.

### AWD Siitoin Squadron (Finlandia)
La Atomwaffen Division Finland "Siitoin Squadron" (AWDSS) se formó después de la prohibición del Movimiento de Resistencia Nórdico (MRN) en 2019, siguiendo a los miembros del grupo clandestino que abrazan el aceleracionismo y el ocultismo. La AWDSS apareció por primera vez el 15 de septiembre de 2021 con imágenes de miembros sosteniendo rifles de asalto, en el aniversario de la adopción de la bandera de la esvástica y las leyes de Núremberg en Alemania, aunque el grupo había estado activo mucho antes y algunos de sus miembros estaban activos y hasta algunos expuesto previamente por activistas antifascistas. Los antiguos aceleracionistas del NRM habían estado activos temporalmente como "Kansallissosialistinuoret" (Juventud Nacionalsocialista) antes de la formación de la AWDSS. La AWDSS también mantiene relaciones especialmente estrechas con la División de Feuerkrieg en la vecina Estonia. Según una investigación de Yleisradio, dos tercios de los miembros conocidos que estuvieron involucrados anteriormente con NRM o Soldados de Odín tienen una condena por un delito violento, y varios han sido condenados por asesinato. AWDSS se adhiere a la ideología del hitlerismo esotérico y el satanismo O9A, qu venera a Charles Manson, David Myatt y James Mason y lleva el nombre de Pekka Siitoin, un prominente neonazi, ocultista y terrorista en Finlandia. En sus chats encriptados, los miembros finlandeses de Atomwaffen hablan sobre violar a enemigos políticos y publican videos de entrenamiento con armas de fuego.
AWDSS está conectado y comparte membresía con miembros del O9A finlandeses. El diputado finlandés Vilhelm Junnila citó un artículo de periódico sobre Atomwaffen en el que se indicaba que el grupo activo a nivel nacional debería incluirse en la lista de organizaciones prohibidas.  En septiembre, la fundación Save the Children advirtió que movimientos extremistas como Atomwaffen y O9A estaban preparando y reclutando niños en Finlandia. Cinco finlandeses fueron arrestados anteriormente por abusar sexualmente de varios niños y, según la policía, las actividades incluían "nazismo y satanismo" y consumo de metanfetamina El 25 de septiembre de 2021, miembros de Atomwaffen agredieron a los contramanifestantes antifascistas a una manifestación nazi en Helsinki y fueron arrestados por la policía en el lugar.
Además del Brigada Azov, el Movimiento Imperial Ruso también ha proporcionado entrenamiento paramilitar a los neonazis finlandeses. Los neonazis finlandeses han sido reclutados para los campos de entrenamiento por Johan Bäckman y Janus Putkonen, quienes están alineados con El partido Poder Pertenece al Pueblo (VKK), un partido prorruso local. El 4 de diciembre del 2021 la policía finlandesa arrestó a una célula de cinco hombres en Kankaanpää, Región de Satakunta bajo sospecha de planear un ataque terrorista y confiscó numerosas armas de fuego, incluidos rifles de asalto, y decenas de kilos de explosivos. Según los medios finlandeses, los hombres se adhirieron a la ideología de Atomwaffen y James Mason y usaron símbolos similares a Atomwaffen.
Se sospecha que los hombres planearon hacer estallar un centro de refugiados en la villa de Niinisalo habiendo adquirido explosivos, sospechandose que los hombres han cometido agresiones homofóbicas e incendio provocado en otro centro de refugiados.
En julio de 2023, la policía finlandesa arrestó a cinco hombres en Lahti, Región de Päijänne Tavastia que poseían rifles de asalto, se adhirieron al aceleracionismo y el asedio y planeaban iniciar una guerra racial atacando la infraestructura, la red eléctrica y los ferrocarriles. Los hombres discutieron la formación de una nueva célula Atomwaffen y discutieron el asesinato de la primera ministra Sanna Marin. Se informó que los hombres al menos habían planeado un entrenamiento en Rusia y se habían reunido con Janus Putkonen. Más tarde Iltalehti confirmó que los hombres habían adquirido entrenamiento para el uso de armas de fuego y explosivos. Además, el grupo cometió robos contra objetivos de izquierda. El 31 de octubre de 2023, los hombres de Lahti fueron declarados culpables de delitos de terrorismo. Viljam Nyman, de 29 años, fue condenado a 3 años y 4 meses. Un hombre nacido en 2001 fue condenado a 7 meses de libertad condicional y otro nacido en 1996 fue condenado a 1 año y 9 meses. El cuarto hombre fue condenado a 1 año y 2 meses de cárcel. La policía finlandesa también encuestó a un partidario de O9A y asociado de Nyman que era sospechoso de planear un asesinato ritual y posteriormente fue arrestado. La policía finlandesa también investigó a un partidario de O9A y asociado de Nyman, sospechoso de planear un asesinato ritual y posteriormente arrestado. El hombre también es sospechoso de una serie de cartas bomba enviadas a las oficinas de los partidos socialdemócrata, Verde e Izquierda.
Para noviembre de 2023, la policía finlandesa investiga al menos tres casos de terrorismo relacionados con la ONA y Atomwaffen. Según Iltalehti, la conexión central finlandesa en Tampere está potencialmente relacionada con casos de asesinatos sin resolver en la ciudad.

### l’Œuvre (Francia)
De acuerdo con Le Parisien un francés conocido como Simón planeó un asesinato en masa doble con un hombre alsaciano conocido como Nicholas que iba a ocurrir en el cumpleaños de Hitler, el 20 de abril. Como preparación, el sospechoso ya había explorado su antigua escuela secundaria y una mezquita cercana, en Seine Maritime. Simón escribió que "[él] quería hacerlo peor que Columbine", y también profesaba admiración por Anders Breivik. Simón fue detenido y detenido el 28 de septiembre por la policía de la Dirección General de Seguridad Interior (DGSI). Llevado ante un juez antiterrorista, fue acusado de "asociación criminal terrorista" y puesto en prisión preventiva. En su casa, los investigadores descubrieron una colección de alrededor de 20 cuchillos y al menos tres armas de fuego, incluido un rifle largo equipado con una mira telescópica y una escopeta. A través de la División Atomwaffen, el detenido llegó a encontrarse con sus "hermanos de armas", Leila B y Nicholas. Al igual que Simón, Leila B. planeaba llevar a cabo un ataque mortal en su escuela secundaria. También planeaba colocar una bomba en la iglesia más cercana a su casa durante las vacaciones de Semana Santa. El sospechoso fue imputado el 8 de abril de 2021 por "asociación criminal terrorista".

### AWD Argentina
La existencia de la filial de la División Atomwaffen en Argentina se informó por primera vez a principios de 2020. Tomás Gershanik, del Ministerio Público de Buenos Aires, afirmó que Argentina no es la excepción, y el capítulo local difunde propaganda en las universidades y organiza simulacros de armas de fuego. La exposición de los medios fue impulsada por el Gran Rabino Gabriel Davidovich de la Asociación Mutual Israelita Argentina siendo golpeado violentamente por los neonazis argentinos. Según el Centro de Investigación de Amenazas Cibernéticas (CYTREC) de la Universidad de Swansea, AWD Argentina mantiene contactos con neonazis afiliados a Atomwaffen en el vecino Brasil. En octubre de 2023, una célula de Atomwaffen fue descubierta en Mar del Plata por las autoridades, confiscando fusiles de asalto y parafernalia nazi. Las células de Atomwaffen en Tucumán, Santa Fe y General Belgrano también fueron allanadas por la policía, además de que algunos de los detenidos son menores.
Dos miembros de Atomwaffen fueron arrestados por amenazar a un destacado activista LGBT argentino y «formar una asociación supremacista blanca».
Atomwaffen Argentina es miembro de Iron Order, una coalición de grupos aceleracionistas. Algunos periodistas mencionan que Fernando André Sabag Montiel, el atacante que intentó asesinar a Cristina Fernández de Kirchner, pudo haber sido influenciado por la propaganda de Atomwaffen al planificar el atentado.

### AWD Brasil
Desde la llegada a la presidencia de Jair Bolsonaro, varias organizaciones civiles se afanaron en la rápida creación de células neonazis y de extrema derecha, contabilizando hasta 330 células en 2019, siendo este crecimiento parejo con el número de delitos de odio. La filial de la División Atomwaffen ha estado activa desde junio del 2020, encargándose sobre todo de traducir y difundir propaganda en portugués, hasta la distribución de un manual para elaboración de dispositivos explosivos. En mayo de 2021, en el podcast "Infiltrado No Cast", el presentador Ale Santos se infiltro en un chat del AWB Brasil, usando información falsa, documentando el proceso de reclutamiento del grupúsculo.
En noviembre de 2023, la Agencia Brasileña de Inteligencia arrestó a siete hombres afiliados a Atomwaffen en una operación titulada "Operación Accelerare". En la acción participaron alrededor de 100 policías civiles. Se les acusa de participación en un grupo criminal y de promoción del nazismo. Los hombres eran presuntamente líderes de las células neonazis en Rio Grande do Sul y Ceará. La policía también allanó 23 direcciones en Rio Grande do Sul, Curitiba, São Paulo, Araçoiaba da Serra, Ribeirão Pires y Fortaleza donde se incautaron de dispositivos electrónicos, armas y parafernalia nazi.
Durante el año 2023, el país sufrió una seguidilla de tiroteos y ataques escolares, algunos de ellos con inspiración en la masacre de Columbine y de atentados realizados por neonazis. Como ejemplo Gabriel Rodrigues Castiglioni autor de dos tiroteos ocurridos en Aracruz, solía ser activos en grupos sin mencionar de Telegram, tenía un símbolo nazi en la ropa de camuflaje que llevaba en el ataque, confesó ser el autor del crimen y afirmó que lo planeó durante dos años.  Además padre del tirador había compartido en las redes sociales una imagen del libro Mein Kampf, en el que describe los ideales antisemitas. La publicación fue eliminada después del crimen.

### AWD Peru
La existencia de varios grupos neonazis en Perú se informaron en 2010 cuando varios grupos en Redes Sociales como (MNSDP) Movimiento Nacional Socialista Despierta Perú fueron atrapados haciendo Marchas con la ideología del Fascismo y la propaganda Fujimorista del ya expresidente Alberto Fujimori, El 27 de octubre de 2020 se reportó el ataque racista de un Hombre hacia una reportera soltando frases racistas sobre una reportera que se encontraba haciendo preguntas a los ciudadanos en el Parque Kennedy en Miraflores, 
El 10 de agosto de 2009, la Policía Nacional del Perú Informo sobre cuatro presuntos neonazis entre 19 y 21 años, Militantes del Movimiento Nacional Socialista despierta Perú al cual la policía tiene catalogado como un grupo neonazi radical ,fueron detenidos mientras realizaban prácticas de tiro a la empresa Neptunia del Callao. Los detenidos son estudiantes de la Universidad de Lima y de la Pontificia Universidad Católica del Perú y se encontró en su poder un revólver calibre 22, una carabina y un bastidor blanco para tiro al blanco de francotirador.
El Movimiento Nacional Socialista Despierta Perú (MNSDP) es el grupo neonazi más radical del Perú y realizan sus actividades en Cieneguilla.
En octubre de 2024, se reportó varios grupos de Telegram Directamente con la ideología de extrema derecha y manifestando su odio por las redes como canales privados o reuniones privadas como la realización de una fiesta privada por parte de estudiantes de la PUCP haciendo burlas por el asesinato del afroamericano George Floyd, donde se informa que varios de los miembros mantenían contactos con cédulas de Atomwaffen en Estados Unidos.
Actualmente se reportan que hay miembros y líderes de la célula Neonazi de Atomwaffen Division en Miraflores, San Isidro, Santiago de Surco, Barranco, donde se reporta la propagación de Contenido de Supremacia Blanca y Homofobia a varios activistas extranjeros, mantienen sus ideologías desapercibidas ante las autoridades y se informa que algunos de los sospechosos son menores u adolescentes.

### División Azul (España)
En septiembre de 2023 la Guardia Civil y los Mozos de Escuadra arrestaron a dos hombres en Pobla de Cérvoles y Campello, por planear ataques terroristas con el fin de provocar una "guerra racial". En el allanamiento se confiscaron explosivos y armas de fuego. Los hombres habían estado involucrados en un proyecto para crear una comunidad rural exclusivamente blanca y almacenar armas de fuego para el colapso de la sociedad. Dos meses después, en diciembre de 2023, dos hombres en Pamplona y Ronda fueron detenidos por planear ataques terroristas similares. Según los investigadores, los cuatro hombres estaban involucrados con la División Atomwaffen y habían producido propaganda Atomwaffen en español. Además de almacenar armas de fuego y explosivos, los hombres fabricaban afrodisíacos drogas psicoactivas. Además de estos arrestos a finales de 2023, El Confidencial informó de dos ataques terroristas frustrados previos por parte de hombres afiliados: un joven con 150 kilos de explosivos planeaba hacer estallar la Universidad de las Islas Baleares y un Nacional mexicano residente en España planeaba atacar una manifestación de extrema izquierda con gas asfixiante.
Posteriormente, en diciembre de 2023, la Guardia Civil española arrestó a 11 líderes y otras 11 personas están bajo investigación por pertenecer a un grupo paramilitar nazi vinculado a Atomwaffen. Se incautaron diez armas de fuego, más de 9.000 cartuchos, 34 botellas de ácido sulfúrico, precursores de explosivos y numerosas armas prohibidas. La asociación tenía sede en la provincia de Málaga.

## En la cultura popular
Atomwaffen ha sido objeto de dos documentales completos, Documenting Hate: New American Nazis de PBS y Breaking Hate: Atomwaffen Division de MSNBC.
En el lore del mod The Fire Rises del videojuego de estrategia Hearts of Iron IV Atomwaffen aparece como una de las facciones de la segunda guerra civil estadounidense al sur de Florida cuando comenzan los eventos del mod la cual planea conquistar todo Estados Unidos convirtiendolo en un estado fascista y usar sus armas nucleares para exterminar al resto de la humanidad y crear un nuevo mundo dominado por el nuevo nazismo y el totalitarismo. 
El libro de Karin Slaughter La última viuda presenta a Brandon Russell como un líder neonazi. Atracción incendiaria de Sarah Andre presenta al grupo neonazi ficticio "The Race" (la raza), que es el grupo hermano de la División Atomwaffen y perpetran un ataque terrorista que mata a musulmanes. Finalmente Ghost Hunter: Occultus de Martin J. Best menciona a Atomwaffen y Sonnenkrieg como vinculados a un asesinato ritual satánico.